# Эфендиев, Эльдар Фаиг оглы
Эльдар Эфендиев (азерб. Eldar Faiq oğlu Efendijev; род. 29 июня 1954, Таллин) — бывший министр по делам народонаселения Эстонии, мэр Нарвы. Депутат Рийгикогу от Центристской партии Эстонии.

## Биография
Эльдар Эфендиев родился 29 июня 1954 года в Таллине в азербайджанско-эстонской семье. После окончания средней школы в 1971—1972 работал токарем на нарвском заводе «Балтиец».
Окончил в 1976 году Ленинградский государственный педагогический институт по специальности «история», после чего вернулся в Эстонию и работал в Нарвском городском музее научным сотрудником, а затем директором.
Занимал пост мэра Нарвы в 1999—2000. Был министром по делам народонаселения в 2002—2003 гг. (реформистско-центристское правительство Сийма Калласа).
Депутат Рийгикогу (парламента) от оппозиционной Центристской партии. В марте 2003 года избран в X состав Рийгикогу. В марте 2007 года избран в XI состав Рийгикогу.
С 11 ноября 2015 года является учителем истории в гимназических классах Нарвской Пяхклимяэской Гимназии.

## Награды
- Орден Государственного герба 4-й степени (23 февраля 2006 года, Эстония)[2].
- Орден «Дружба» (4 июля 2011 года, Азербайджан) — за заслуги в области укрепления дружбы между народами и развития азербайджанской диаспоры[3].
- Медаль «Прогресс» (13 марта 2006 года, Азербайджан) — за деятельность в области солидарности азербайджанцев мира[4].